# Pinky Winters
Pinky Winters (eigentlich Phyllis Wozniak, * 1. Februar 1930 in Michigan City, Indiana) ist eine US-amerikanische Jazzsängerin.

## Leben und Wirken
Winters hatte, seitdem sie vier Jahre alt war, Klavierunterricht und trat schon früh bei öffentlichen Konzerten im Nordwesten Indianas auf. Nach ihrem Schulabschluss arbeitete sie kurz in einem Buro, um dann nach Denver zu ziehen, wo sie mit dem Pianisten Dick Grove auftrat. 1953 zog sie nach Los Angeles und trat in der Western Avenue im Nachtclub Starlight auf (begleitet von dem Pianisten Bud Lavin und dem Schlagzeuger Stan Levey sowie ihrem damaligen Ehemann, dem Bassisten Jim Wolf); 1954 legte sie ein selbstbetiteltes Debütalbum vor. Pinky Winters war von Sarah Vaughans Gesangsstil beeinflusst, seitdem sie 15 Jahre alt war. Bis 1958 folgten weitere Jazzalben, begleitet von Musikern wie Zoot Sims, Lou Levy, Gerald Wiggins, Howard Roberts und Chico Hamilton. In ihrem Repertoire waren vorwiegend Standards wie „Polka Dots & Moonbeams“, „Cheek to Cheek“, „It Never Entered My Mind“, „Easy Living“, „Jeepers Creepers“ oder „Pennies from Heaven“. Ende der 1950er-Jahre trennte sich das Paar; Winters zog die gemeinsame Tochter groß und arbeitete in einem Büro. Nach ihrer Hochzeit mit Bob Hardaway (einem Studiomusiker bei NBC), bekam sie eine weitere Tochter und lebte in Hollywood Hills. Erst 1979 begann sie erneut in Nachtclubs wie dem Donte’s aufzutreten. Seit dieser Zeit entstand bis 2010 eine Reihe weiterer Alben; 1994 kam es auch zu einer Aufnahme in den Niederlanden mit dem Metropole Orkest und Lou Levy (As Long As There’s Music), später zu Aufnahmen in Japan, wo sie zuletzt 2016 auf Tournee war. Im Bereich des Jazz war sie zwischen 1954 und 2010 an 12 Aufnahmesessions beteiligt.

## Diskographische Hinweise
- Pinky (Vantage Records 1954), mit Bud Lavin, Jim Wolf, Stan Levey
- Pinky & Zoot (Vantaga, 1954), mit Zoot Sims, Mary Hale, John Darman, Ternig Inocencio, Jim Wolf, Gerry Hales
- Lonely One (Argo, 1958), mit Gerald Wiggins, Howard Roberts, Jim Wolf, Chico Hamilton
- The Shadow of Your Smile – (Pinky Winters Sings Johnny Mandel) (Cellar Door, 1983), mit Lou Levy, Bill Takas
- Speak Low (Cellar Door, 1983)
- Let’s Be Buddies (Jacqueline, 1985), mit Lou Levy, Monty Budwig
- As Long as There’s Music (Koch Jazz 1994)
- This Happy Madness (Verve 1994), mit Pete Christlieb, Lou Levy, Eric Von Essen, Joe LaBarbera
- Rain Sometimes (2001), mit Bob Maize, Richard Rodney Bennett
- World on a String: Pinky Winters Sings Sinatra – Live in Tokyo (SSJ, 2007), mit Kiyoshi Morita, Masahiko Taniguchi
- Winters in Summer (SSJ 2010), mit Pete Christlieb, Jim Cox, Ron Anthony, Tom Warrington, Ralph Penland